# Bico-adunco-de-loros-azuis
Bico-adunco-de-loros-azuis (Chleuasicus atrosuperciliaris) é uma espécie de ave da família dos paradoxornitídeos. Pode ser encontrada nos seguintes países: Bangladexe, Butão, China, Índia, Laos, Mianmar e Tailândia. Os seus habitats naturais são: florestas subtropicais ou tropicais húmidas de baixa altitude e regiões subtropicais ou tropicais húmidas de alta altitude.